# Łopacińscy herbu Lubicz

Herb Lubicz

Łopacińscy z Łopacina (lit. Lopacinskiai, biał. Лапацінскія, ros. Лопацинские) – ród szlachecki herbu Lubicz z Wielkiego Księstwa Litewskiego. Wywodzili się z Łopacina w ziemi ciechanowskiej. Protoplastą rodów Łopackich w Koronie oraz Łopacińskich na Litwie był Wilhelm z Łopacina, który poległ w bitwie pod Grunwaldem osłaniając Jagiełłę od pocisków. Jego syn Bohdan z Łopacina został starostą grodowym mścisławskim, a wnuk Józef wzniósł osadę Łopacin w księstwie mścisławskim i zaczął się pisać z Łopacina Łopaciński vel Łopatyński. Prawnuk Józefa, Wacław Łopaciński był posłem do Moskwy w 1579.
Najwyższą pozycję Łopacińscy osiągnęli w XVIII w. za Mikołaja Tadeusza Łopacińskiego (założyciela linii wojewódzkiej). Od 1733 przebywał on na dworze marszałka wielkiego litewskiego Aleksandra Sapiehy, a później jego syna Józefa Sapiehy. Był klientem Sapiehów, dzięki niemu mogli realizować własne cele polityczne. Został wojewodą brzeskolitewskim i pisarzem wielkim litewskim. Jego starszy brat Jan Dominik Łopaciński został biskupem żmudzkim, a młodszy brat Ignacy Błażej Łopaciński był pamiętnikarzem i dramatopisarz.
Z synów Mikołaja Tadeusza Józef Leon Łopaciński został sufraganem żmudzkim, a Jan Nikodem Łopaciński starostą mińskim i mścisławskim. W 1753 Mikołaj Tadeusz Łopaciński odkupił od Sapiehów dobra Saria, Szarkowszczyznę i Rosicę. Dodatkowo w latach 1745–1748 nabył majątek zwany „Czuryłowicze” i zmienił jego nazwę na Leonpol na cześć swojego ojca Leona. Kupiony od Massalskich majątek Jody przekazał z kolei bratu Ignacemu Błażejowi (założycielowi linii pisarskiej) w zamian za Łopacin. Mikołaj Tadeusz Łopaciński miał majątki w woj. mścisławskim, witebskim, płockim, inflandzkim, wileńskim i trockim. W 1774 zostały mu nadane Bezdany.
Po I rozbiorze Rzeczypospolitej, w 1778 jego młodszy syn, Tomasz Ignacy Łopaciński sprzedał majątek Łopacin, który znalazł się za granicą. Osiadł w Sarii tworząc odnogę saryjską rodu. Z kolei starszy syn Jan Nikodem Łopaciński objął Szarkowszczyznę i Dryświaty tworząc odnogę szarkowską rodu. Syn Jana Nikodema, Tomasz Franciszek Łopaciński sprzedał Szarkowszczyznę w 1814.
Inny znany przedstawiciel rodu to Antoni Stanisław Łopaciński z gałęzi upitskiej, który w 1768 był marszałkiem konfederacji barskiej. W XIX w. Ignacy Dominik Łopaciński z odnogi saryjskiej linii wojewódzkiej był członkiem władz powstańczych 1863. Jego syn Stanisław Łopaciński został posłem do Rady Państwa Imperium Rosyjskiego, a wnuk Euzebiusz Łopaciński był znanym badaczem archiwów.

## Członkowie rodu

### Pokolenia I-VI
- Wilhelm z Łopacina (zm. 1410) – rycerz, zginął w bitwie pod Grunwaldem[20]
  - Wojciech z Łopacina – założyciel rodu Łopackich w Koronie
  - Bohdan z Łopacina – założyciel rodu Łopacińskich na Litwie
    - Józef z Łopacina Łopaciński – rotmistrz mścisławski
      - Teodor Łopaciński
        - Piotr Łopaciński – dziedzic dóbr Podłoża nad Sożą

      - Michał Łopaciński
        - Teodor Łopaciński – podsędek miński
          - Aleksander Łopaciński
          - Wacław Łopaciński (1530 – ok. 1595) – założyciel gałęzi mścisławskiej
          - Jan Łopaciński – stolnik i wojski upicki
            - Jerzy Łopaciński – sufragan żmudzki

          - Grzegorz Łopaciński
          - Mikołaj Łopaciński – założyciel gałęzi upitskiej

### Gałąź starsza mścisławska
- Wacław Łopaciński (VI pokolenie, 1530 – ok. 1595) – instygator Wielkiego Księstwa Litewskiego, poseł do Moskwy w 1579[21]
  - Jan Łopaciński (1590–1653) – rotmistrz mścisławski
    - Piotr Łopaciński – rotmistrz mścisławski
    - Łukasz Łopaciński (zm. 1705) – rotmistrz mścisławski
      - Prokop Łopaciński (1659 – ok. 1708) – stolnik smoleński
        - Antoni Łopaciński (1704–1754) – cześnik smoleński

      - Leon Łopaciński (1663–1732) – rotmistrz, miecznik i mostowniczy mścisławski
        - Ludwik Łopaciński
        - Antoni Łopaciński
        - Jan Dominik Łopaciński (1708–1778) – biskup żmudzki[22]
        - Mikołaj Tadeusz Łopaciński (1715–1778) – założyciel linii wojewódzkiej
        - Ignacy Błażej Łopaciński (1722–1776) – założyciel linii pisarskiej

#### Linia wojewódzka
- Mikołaj Tadeusz Łopaciński (X pokolenie, 1715–1778) – wojewoda brzeskolitewski, pisarz wielki litewski, właściciel Sarii i Szarkowszczyzny, fundator Leonpola[23]
  - Leon Michał Łopaciński (1744–1750)
  - Jan Nikodem Łopaciński (1747–1810) – założyciel odnogi szarkowskiej
  - Józef Leon Łopaciński (1751–1803) – sufragan żmudzki[24]
  - Stanisław Łopaciński (zm. 1775)
  - Tomasz Ignacy Łopaciński (zm. 1818) – założyciel odnogi saryjskiej

##### Odnoga starościńska szarkowska
- Jan Nikodem Łopaciński (XI pokolenie, 1747–1810) – starosta miński i mścisławski, dziedzic Szarkowszczyzny[25]
  - Józef Tadeusz Łopaciński (1775–1832)
  - Mikołaj Łopaciński
  - Tomasz Franciszek Łopaciński (1783–1856)
    - Jan Nikodem Łopaciński (1809–1832)
    - Adam Krescenty Łopaciński (ur. 1826)
    - Felicjan Łopaciński
    - Józef Łopaciński
    - Michał Łopaciński
    - Leon Szczepan (1843–1860)

  - Ignacy Łopaciński (1798–1845) – sędzia ziemi brasławskiej
    - Bolesław Łopaciński (1832–1904) – historyk, kawaler maltański

  - Antoni Łopaciński (ur. 1800)
  - Dominik Tadeusz Łopaciński (1801–1824)

##### Odnoga szambelańska saryjska
- Tomasz Ignacy Łopaciński (XI pokolenie, 1753–1817) – dziedzic Sarii[26]
  - Józef Mikołaj Łopaciński (1784–1835) – marszałek szlachty dryśnieńskiej
    - Ignacy Dominik Łopaciński (1822–1882) – marszałek szlachty dryśnieńskiej, fundator kościoła w Sarii, członek władz powstańczych 1863[27]
      - Józef Łopaciński (ur. 1847)
      - Stanisław Jan Łopaciński (1851–1933) – ziemianin, poseł do Rady Państwa Imperium Rosyjskiego
        - Euzebiusz Marian Łopaciński (1882–1961) – polski historyk, badacz archiwów
          - Tekla z Łopacińskich Konarska (1907–2004)

  - Jan Stanisław Łopaciński (ur. 1789)

#### Linia pisarska
- Ignacy Błażej Łopaciński (X pokolenie, 1722–1776) – pamiętnikarz, dramatopisarz, pisarz skarbowy litewski, dziedzic Jodów[28]
  - Mateusz Eustachy Łopaciński (1758–1789) – miecznik mścisławski
  - Marcin Tadeusz Łopaciński (1760–1850) – założyciel odnogi jodzkiej
  - Tadeusz Rygobert Łopaciński (1762–1815) – założyciel odnogi annodworskiej
  - Józef Nepomucen Łopaciński (1764–1850) – założyciel odnogi rafałowskiej
  - Mikołaj Łopaciński (1766–1801) – założyciel odnogi judycyńskiej

##### Odnoga jodzka
- Marcin Tadeusz Łopaciński (XI pokolenie, 1760–1850) – dziedzic fundum Jodów[29]
  - Aleksander Eugeniusz Łopaciński (1791–1831) – porucznik, zginął w okopach Warszawy
    - Henryk Dominik Łopaciński (1823–1910)
      - Aleksander Łopaciński (1848–1917)
        - Henryk Łopaciński (zm. 1954) – ostatni dziedzic Jodów

      - Zdzisław Łopaciński (1851–1888)
      - Marian Łopaciński (ur. 1853)
        - Eugeniusz Łopaciński
        - Aleksander Łopaciński
        - Konstanty Łopaciński

      - Tomasz Łopaciński (ur. 1859)
        - Konstanty Łopaciński – dziedzic Czarnego Jelniaka

##### Odnoga annodworska
- Tadeusz Rygobert Łopaciński (XI pokolenie, 1762–1815) – dziedzic Tadulina i Annodworu[30]
  - Stanisław Łopaciński (zm. ok. 1839)
  - Ignacy Stanisław Łopaciński (1802–1841) – marszałek szlachty powiatu dryśnieńskiego
    - Wilhelm Łopaciński (1827–1880) – powstaniec 1863
    - Konstanty Marcin Łopaciński (ur. 1829) – powstaniec 1863
    - Ignacy Adam Łopaciński (1831–1867)
      - Sergiusz Łopaciński (1860–1934) – dziedzic Tadulina, Annodworu i Judycyna
        - Leon Łopaciński
        - Wacław Łopaciński
        - Eugenia z Łopacińskich Przybora (1893–1973) – ostatnia dziedziczka Tadulina i Judycyna
        - Jerzy Łopaciński (1900–1964) – ostatni dziedzic Annodworu
          - Krzysztof Łopaciński (1945-2023)
          - Janina z Łopacińskich Bartecka (ur. 1946)
          -  Anna z Łopacińskich Stępniewicz (ur. 1948)

##### Odnoga rafałowska
- Józef Nepomucen Łopaciński (XI pokolenie, 1764–1850) – dziedzic Paulinowa i Rafałowa[30]
  - Kazimierz Łopaciński (1809–1857)
  - Józef Eustachy Łopaciński (1810–1833)
  - Władysław Klaudiusz Łopaciński (1815–1890) – dziedzic Paulinowa
    - Józef Łopaciński (1847–1878)
    - Antoni Łopaciński (ur. 1850)
    - Władysław Łopaciński (ur. 1857)

  - Antoni Jerzy Łopaciński (1817–1855) – dziedzic Rafałowa
    - Stanisław Łopaciński (1850-przed 1887)[31]

##### Odnoga judycyńska
- Mikołaj Łopaciński (XI pokolenie, 1766–1801) – dziedzic Judycyna i Mikołajewa[32]
  - Aleksander Łopaciński (1801–1868)
    - Klaudiusz Łopaciński (ur. 1827) – dziedzic Ustronia
    - Wacław Łopaciński (1828–1893?) – dziedzic Judycyna
      - Kazimierz Łopaciński (ur. 1858)
        - Józef Łopaciński (1892–1942) – ostatni dziedzic Ustronia

    - Mikołaj Nikodem Łopaciński (1830–1872) – dziedzic Mikołajewa
      - Mikołaj Władysław Łopaciński (1872–1920)
        - Zofia z Łopacińskich Zawisza (1905–1987) – ostatnia dziedziczka Mikołajewa
        -  Kamilla z Łopacińskich Fundowicz (1907–1998) – ostatnia dziedziczka Maczek

### Gałąź młodsza upitska
- Mikołaj Łopaciński (VI pokolenie) – kupił dobra w powiecie upickim[33]
  - Krzysztof Łopaciński (ur. 1560)
    - Jan Łopaciński – dziedzic na Downagole
    - Mikołaj Łopaciński (ur. 1597) – sędzia ziemski upicki, dziedzic Boynarowa i Lepal
    - Stanisław Łopaciński
      - Piotr Łopaciński
        - Franciszek Łopaciński – rotmistrz wileński
          - Antoni Łopaciński
            - Mateusz Łopaciński

          - Jan Łopaciński
          - Stanisław Łopaciński

      - Adam Łopaciński – łowczy upicki
        - Antoni Łopaciński – dziedzic Dowiat
          - Paweł Łopaciński (ur. 1779) – asesor departamentu wileńskiego
            - Artur Seweryn Łopaciński (ur. 1822)

          - Jan Franciszek Łopaciński (ur. 1786) – kapitan wojsk napoleońskich

      - Mikołaj Łopaciński – cześnik mścisławski
        - Stanisław Łopaciński – sędzia grodzki upicki
          - Franciszek Łopaciński (zm. 1733) – sędzia grodzki upicki
          - Krzysztof Łopaciński – rektor Pijarów w Rosieniach
          - Antoni Stanisław Łopaciński (ok. 1720 – ok. 1777) – sędzia ziemski, marszałek konfederacji barskiej[34]
            - Mikołaj Łopaciński – rotmistrz upicki
              - Franciszek Łopaciński (zm. 1857) – sędzia upicki
                - Aleksander Łopaciński (ur. 1823) – dziedzic Ramiszowa
                  - Stanisława z Łopacińskich Miłosz (1864–1930), babka Czesława Miłosza

                - Franciszek Łopaciński (zm. 1851)
                - Ludwik Łopaciński (zm. 1876)
                - Maurycy Łopaciński

              - Stanisław Łopaciński – podczaszy, pisarz grodzki i chorąży upicki
                - Jan Łopaciński
                - Ignacy Łopaciński

              - Jan Łopaciński

## Pałace

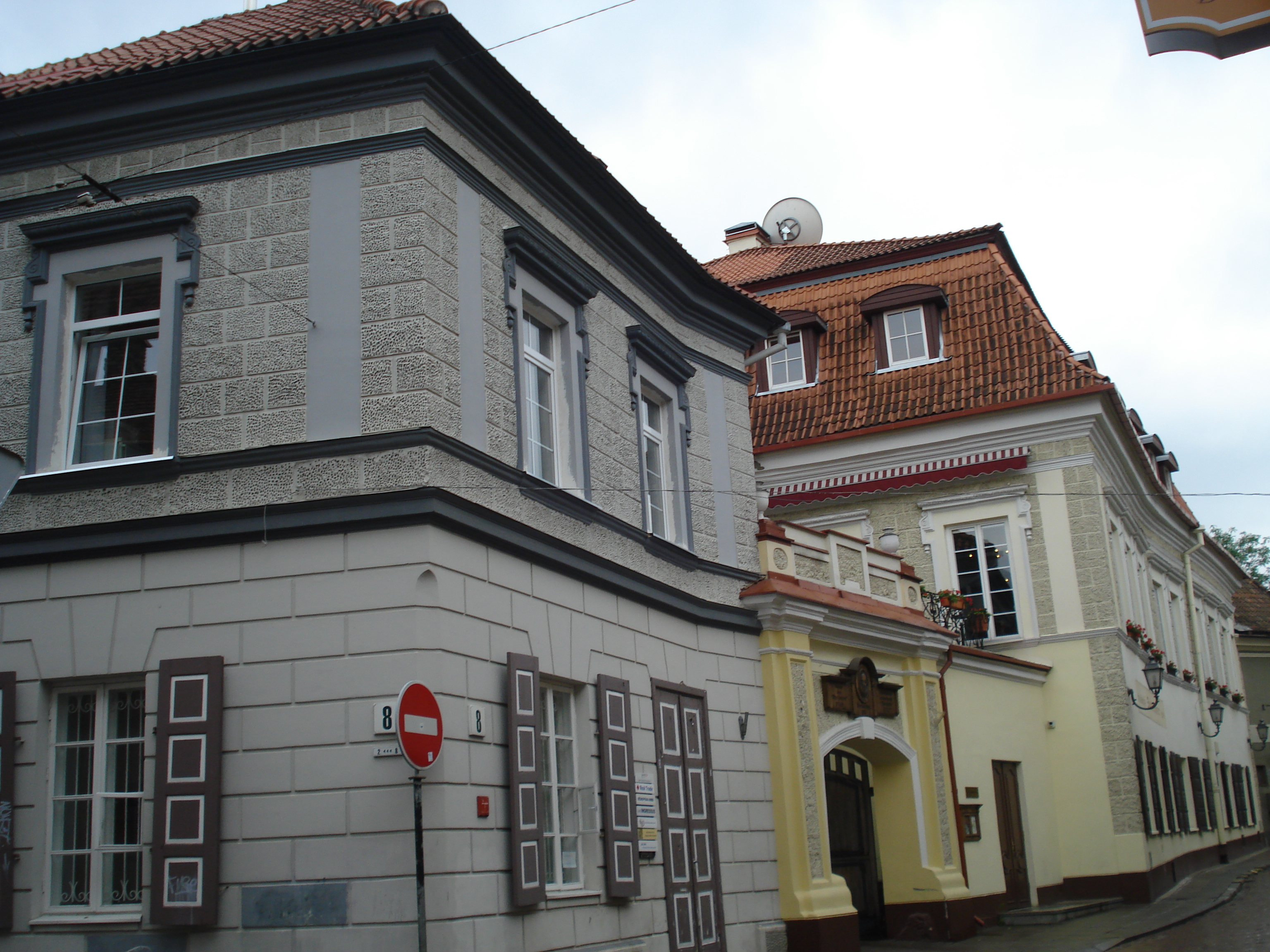
Pałac w Wilnie przy ulicy Bernardyńskiej
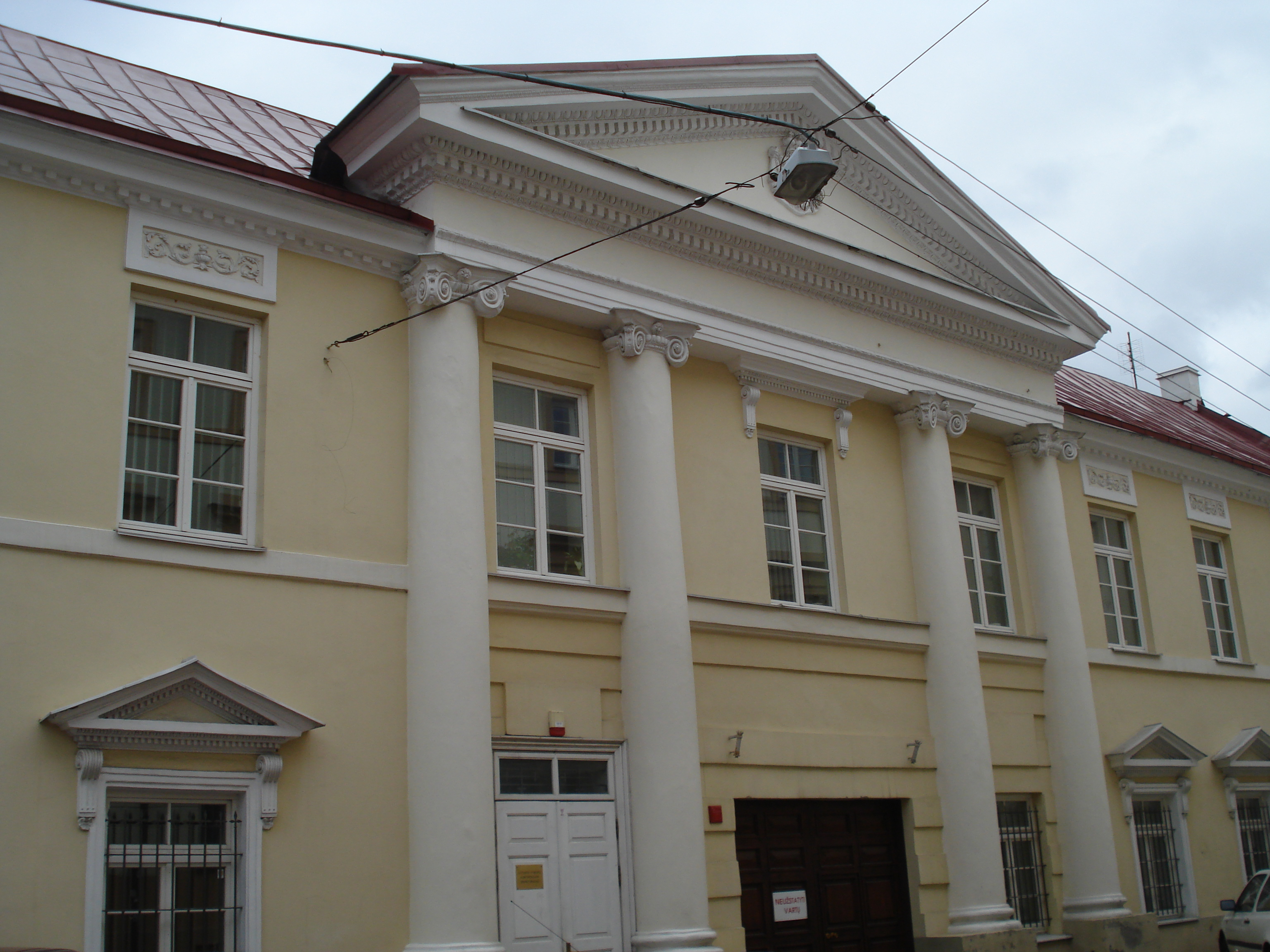
Pałac w Wilnie przy ulicy Skopówka
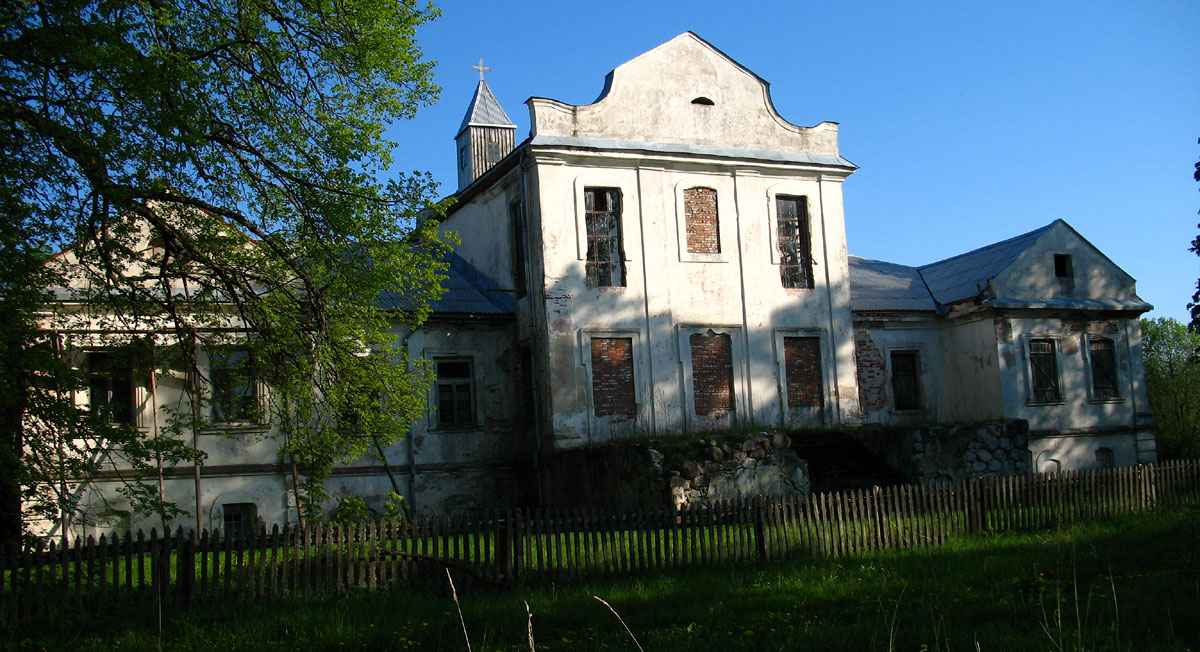
Pałac w Leonpolu

Inne pałace Łopacińskich:
- Pałac w Sarii (nie istnieje)
- Pałac w Szarkowszczyźnie (nie istnieje)